# Hylaeamys acritus
Hylaeamys acritus és una espècie de mamífer rosegador de la família dels cricètids. És endèmic del nord-est de Bolívia. Els seus hàbitats naturals són els boscos humits semicaducifolis, els boscos de lianes i les formacions de sabana i cerrado. És una espècie en risc mínim, és a dir, no sembla que hi hagi cap amenaça significativa per a la seva supervivència.